# Feröer a 2017-es úszó-világbajnokságon
Feröer négy úszóval vesz részt a 2015-ös úszó-világbajnokságon, akik tíz versenyszámban (nyolc egyéni és két váltó) indulnak.

## Úszás
Férfi
| Versenyző     | Verseny                 | Selejtező | Selejtező | Elődöntő          | Elődöntő          | Döntő             | Döntő             |
| Versenyző     | Verseny                 | Idő       | Helyezés  | Idő               | Helyezés          | Idő               | Helyezés          |
| ------------- | ----------------------- | --------- | --------- | ----------------- | ----------------- | ----------------- | ----------------- |
| Róland Toftum | 50 méteres mellúszás    | 30.16     | 57        | Nem jutott tovább | Nem jutott tovább | Nem jutott tovább | Nem jutott tovább |
| Róland Toftum | 100 méteres mellúszás   | 1:07.22   | 63        | Nem jutott tovább | Nem jutott tovább | Nem jutott tovább | Nem jutott tovább |
| Óli Mortensen | 800 méteres gyorsúszás  | 8:16.25   | 28        | Nem jutott tovább | Nem jutott tovább | Nem jutott tovább | Nem jutott tovább |
| Óli Mortensen | 1500 méteres gyorsúszás | 15:37.77  | 34        | Nem jutott tovább | Nem jutott tovább | Nem jutott tovább | Nem jutott tovább |

Női
| Versenyző              | Verseny                 | Selejtező | Selejtező | Elődöntő          | Elődöntő          | Döntő             | Döntő             |
| Versenyző              | Verseny                 | Idő       | Helyezés  | Idő               | Helyezés          | Idő               | Helyezés          |
| ---------------------- | ----------------------- | --------- | --------- | ----------------- | ----------------- | ----------------- | ----------------- |
| Signhild Joensen       | 100 méteres hátúszás    | 1:04.50   | 41        | Nem jutott tovább | Nem jutott tovább | Nem jutott tovább | Nem jutott tovább |
| Signhild Joensen       | 200 méteres hátúszás    | 2:19.11   | 29        | Nem jutott tovább | Nem jutott tovább | Nem jutott tovább | Nem jutott tovább |
| Sára Ryggshamar Nysted | 200 méteres vegyesúszás | 2:26.48   | 32        | Nem jutott tovább | Nem jutott tovább | Nem jutott tovább | Nem jutott tovább |
| Sára Ryggshamar Nysted | 400 méteres vegyesúszás | 5:21.21   | 27        | Nem jutott tovább | Nem jutott tovább | Nem jutott tovább | Nem jutott tovább |

Vegyes számok
| Versenyző | Verseny                      | Selejtező  | Selejtező | Elődöntő          | Elődöntő          | Döntő             | Döntő             |
| Versenyző | Verseny                      | Idő        | Helyezés  | Idő               | Helyezés          | Idő               | Helyezés          |
| --------- | ---------------------------- | ---------- | --------- | ----------------- | ----------------- | ----------------- | ----------------- |
| Váltó     | 4 × 100 méteres vegyes váltó | 4:10.29    | 19        | Nem jutott tovább | Nem jutott tovább | Nem jutott tovább | Nem jutott tovább |
| Váltó     | 4 × 100 méteres gyorsváltó   | Nem indult |           | Nem jutott tovább | Nem jutott tovább | Nem jutott tovább | Nem jutott tovább |